# エクセター大学経営大学院

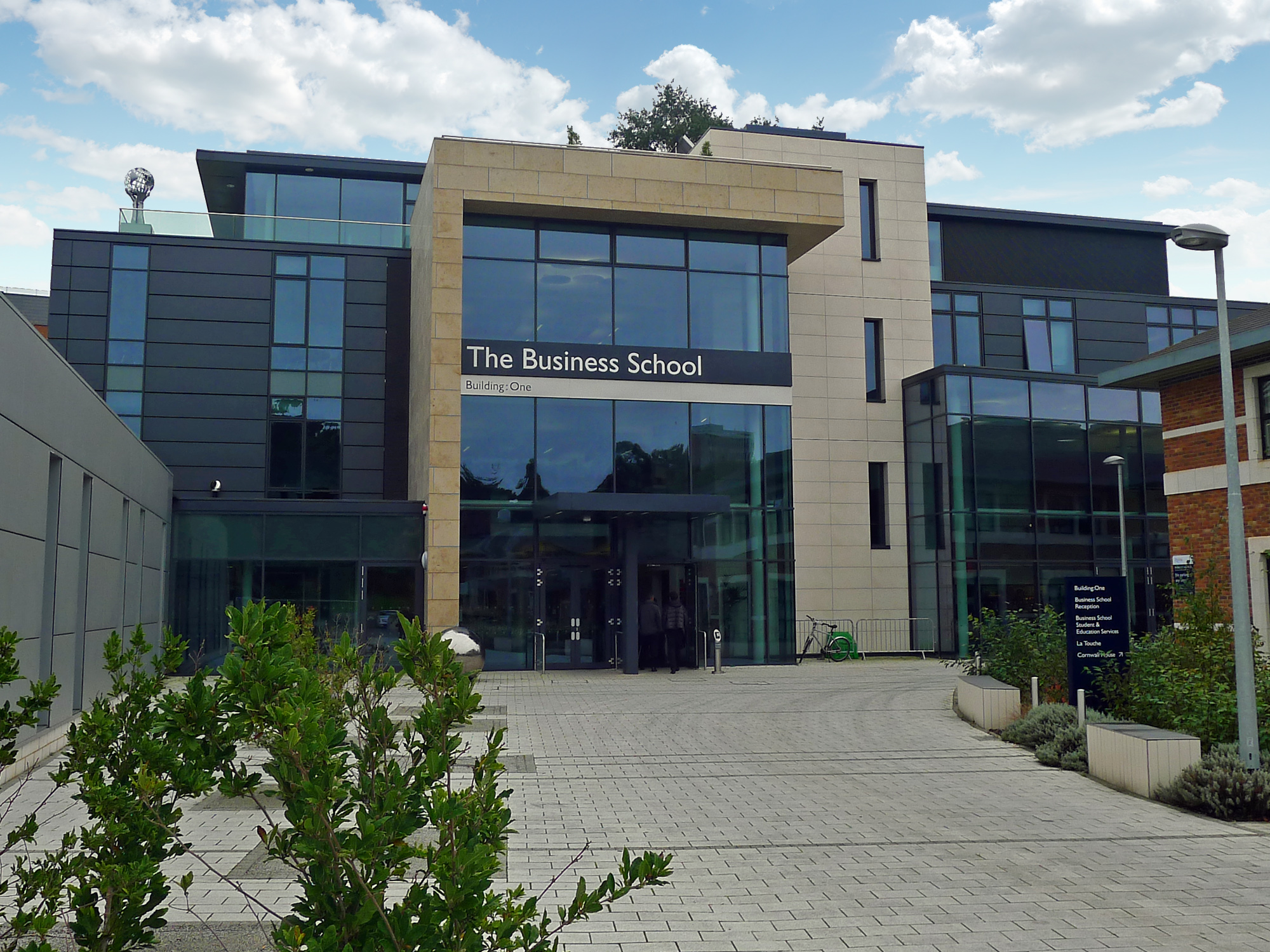

エクセター大学経営大学院（英語: University of Exeter Business School）は、エクセター大学の経営大学院。

## 提携校
- BI・ノルウェージアン・ビジネス・スクール（ノルウェー、オスロ
- ボッコーニ大学（イタリア・ミラノ）
- LUISSビジネススクール（イタリア・ローマ）
- コペンハーゲン・ビジネス・スクール（デンマーク・コペンハーゲン）
- EDHEC（フランス、ニース）
- 香港大学（香港）
- 香港科技大学（香港）
- 復旦大学（中国・上海）
- ミュンヘン大学（ドイツ、ミュンヘン）
- マンハイム・ビジネス・スクール（ドイツ・マンハイム）
- WHU・オットー・バイスハイム経営大学院（ドイツ・ファレンダー）
- アムステルダム大学（オランダ、アムステルダム
- HECローザンヌ（スイス、ローザンヌ）
- ルンド経済経営大学院（スウェーデン、ルンド）

## 主な出身者
- アブドゥラー・ギュル（Abdullah Gül） - 元トルコ大統領（2007年 - 2014年）
- マシュー・ホームズ（General Matthew Holmes - 英国海兵隊総司令官、少将
- サジド・ジャヴィド（Sajid Javid） - 保守党所属の国会議員、元内務長官、元財務大臣、
- マーク・ランカスター（Mark Lancaster） - 軍務担当国務大臣、大佐、MBA
- ボブ・クイック（Bob Quick） - 元警視総監補、クイーンズ・ポリス・メダル、MBA
- サム・スキナー（Sam Skinner） - エクセター・チーフス所属のラグビー選手、スコットランド代表
- ジャック・マウンダー（Jack Maunder） - エクセター・チーフス所属のラグビー選手
- ヘンリー・スタントン（Henry Staunton） - メディア王